# Liste des monuments historiques de la Haute-Saône (Vesoul - Gray)
Cet article recense les monuments historiques de la Haute-Saône, en France, pour la partie sud-ouest du département.

## Communes
Du fait du nombre de protections de Gray, la commune fait l'objet d'une liste distincte : voir la liste des monuments historiques de Gray, de même que Vesoul.
La liste suivante liste les communes de cette liste de monuments historiques, c'est-à-dire au sud-ouest du département. Cela correspond aux communes suivantes :

## Liste
| Monument                                                              | Commune                                     | Adresse                                        | Coordonnées                                    | Notice                                         | Protection                                     | Date                                           | Illustration                                                          |
| --------------------------------------------------------------------- | ------------------------------------------- | ---------------------------------------------- | ---------------------------------------------- | ---------------------------------------------- | ---------------------------------------------- | ---------------------------------------------- | --------------------------------------------------------------------- |
| Église Saint-Martin d'Achey                                           | Achey                                       |                                                | 47° 34′ 24″ nord, 5° 36′ 33″ est               | « PA00102103 »                                 | Inscrit                                        | 1980                                           | Église Saint-Martin d'Achey                                           |
| Demeure et entrepôts Anthony                                          | Arc-lès-Gray                                | 5, 7, 9 rue de Verdun                          | 47° 27′ 26″ nord, 5° 35′ 33″ est               | « PA70000083 »                                 | Inscrit                                        | 2007                                           | Demeure et entrepôts Anthony                                          |
| Maison Trayvou                                                        | Arc-lès-Gray                                | 15 à 18 quai Villeneuve                        | 47° 27′ 06″ nord, 5° 34′ 58″ est               | « PA70000056 »                                 | Inscrit                                        | 2002                                           | Image manquante Téléverser                                            |
| Pierre percée d'Aroz                                                  | Aroz                                        |                                                | 47° 36′ 54″ nord, 6° 00′ 24″ est               | « PA00102112 »                                 | Classé                                         | 1921                                           | Pierre percée d'Aroz                                                  |
| Église Saint-Didier d'Autrey-lès-Gray                                 | Autrey-lès-Gray                             |                                                | 47° 29′ 10″ nord, 5° 29′ 28″ est               | « PA00102113 »                                 | Classé                                         | 1910                                           | Église Saint-Didier d'Autrey-lès-Gray                                 |
| Enceinte ecclésiale du Mont d'Auvet                                   | Auvet-et-la-Chapelotte                      | Mont d'Auvet                                   | 47° 30′ 38″ nord, 5° 31′ 16″ est               | « PA00132858 »                                 | Inscrit                                        | 1994                                           | Image manquante Téléverser                                            |
| Église Saint-Étienne d'Avrigney-Virey                                 | Avrigney-Virey                              |                                                | 47° 20′ 11″ nord, 5° 46′ 36″ est               | « PA00102114 »                                 | Classé                                         | 1989                                           | Église Saint-Étienne d'Avrigney-Virey                                 |
| Four banal                                                            | Avrigney-Virey                              |                                                | 47° 20′ 05″ nord, 5° 46′ 43″ est               | « PA00102331 »                                 | Inscrit                                        | 1992                                           | Four banal                                                            |
| Forge-fonderie de Baignes                                             | Baignes                                     |                                                | 47° 35′ 08″ nord, 6° 02′ 57″ est               | « PA00102115 »                                 | Classé Inscrit Classé                          | 1978 2007 2012                                 | Forge-fonderie de Baignes                                             |
| Château de Beaujeu-Saint-Vallier-Pierrejux-et-Quitteur                | Beaujeu-Saint-Vallier-Pierrejux-et-Quitteur |                                                | 47° 30′ 23″ nord, 5° 40′ 40″ est               | « PA00102116 »                                 | Inscrit                                        | 1977                                           | Château de Beaujeu-Saint-Vallier-Pierrejux-et-Quitteur                |
| Église Saint-Remi de Beaujeu                                          | Beaujeu-Saint-Vallier-Pierrejux-et-Quitteur |                                                | 47° 30′ 23″ nord, 5° 40′ 33″ est               | « PA00102117 »                                 | Classé                                         | 1913                                           | Église Saint-Remi de Beaujeu                                          |
| Forge de Beaujeu                                                      | Beaujeu-Saint-Vallier-Pierrejux-et-Quitteur |                                                | 47° 31′ 26″ nord, 5° 39′ 15″ est               | « PA70000024 »                                 | Inscrit                                        | 1998                                           | Image manquante Téléverser                                            |
| Mairie-lavoir de Beaujeu                                              | Beaujeu-Saint-Vallier-Pierrejux-et-Quitteur |                                                | 47° 30′ 17″ nord, 5° 40′ 42″ est               | « PA00102118 »                                 | Inscrit                                        | 1979                                           | Mairie-lavoir de Beaujeu                                              |
| Église de la Sainte-Trinité de Bonnevent-Velloreille                  | Bonnevent-Velloreille                       |                                                | 47° 23′ 29″ nord, 5° 56′ 00″ est               | « PA70000090 »                                 | Inscrit                                        | 2009                                           | Église de la Sainte-Trinité de Bonnevent-Velloreille                  |
| Église Saint-Martin de Bucey-lès-Gy                                   | Bucey-lès-Gy                                |                                                | 47° 25′ 21″ nord, 5° 50′ 42″ est               | « PA00102126 »                                 | Inscrit                                        | 1980                                           | Église Saint-Martin de Bucey-lès-Gy                                   |
| Mairie-lavoir de Bucey-lès-Gy                                         | Bucey-lès-Gy                                |                                                | 47° 25′ 23″ nord, 5° 50′ 34″ est               | « PA00102127 »                                 | Inscrit                                        | 1975                                           | Mairie-lavoir de Bucey-lès-Gy                                         |
| Presbytère de Bucey-lès-Gy                                            | Bucey-lès-Gy                                | Rue du Mont                                    | 47° 25′ 22″ nord, 5° 50′ 43″ est               | « PA70000082 »                                 | Inscrit                                        | 2007                                           | Presbytère de Bucey-lès-Gy                                            |
| Château de Champlitte                                                 | Champlitte                                  |                                                | 47° 36′ 58″ nord, 5° 30′ 49″ est               | « PA00102129 »                                 | Inscrit                                        | 1972                                           | Château de Champlitte                                                 |
| Château Grillot                                                       | Champlitte                                  | 14 rue du Marché                               | 47° 36′ 56″ nord, 5° 30′ 48″ est               | « PA00102319 »                                 | Inscrit                                        | 1991                                           | Image manquante Téléverser                                            |
| Couvent des Augustins de Champlitte                                   | Champlitte                                  |                                                | 47° 37′ 04″ nord, 5° 31′ 07″ est               | « PA00102318 »                                 | Classé                                         | 1993                                           | Couvent des Augustins de Champlitte                                   |
| Demeure                                                               | Champlitte                                  | 39 rue de la République                        | 47° 36′ 57″ nord, 5° 30′ 49″ est               | « PA00125412 »                                 | Inscrit                                        | 1993                                           | Image manquante Téléverser                                            |
| Église Saint-Christophe de Champlitte                                 | Champlitte                                  |                                                | 47° 36′ 59″ nord, 5° 30′ 53″ est               | « PA70000091 »                                 | Inscrit                                        | 2009                                           | Église Saint-Christophe de Champlitte                                 |
| Église Saint-Christophe de Champlitte-la-Ville                        | Champlitte                                  |                                                | 47° 36′ 48″ nord, 5° 31′ 57″ est               | « PA00102316 »                                 | Inscrit                                        | 1991                                           | Église Saint-Christophe de Champlitte-la-Ville                        |
| Hôtel de ville de Champlitte                                          | Champlitte                                  |                                                | 47° 37′ 01″ nord, 5° 30′ 51″ est               | « PA00102130 »                                 | Classé                                         | 1909                                           | Hôtel de ville de Champlitte                                          |
| Maison                                                                | Champlitte                                  | Place des Halles                               | 47° 36′ 54″ nord, 5° 30′ 39″ est               | « PA70000033 »                                 | Inscrit                                        | 2000                                           | Maison                                                                |
| Maison                                                                | Champlitte                                  | Place des Halles                               | 47° 36′ 54″ nord, 5° 30′ 40″ est               | « PA70000069 »                                 | Inscrit                                        | 2004                                           | Maison                                                                |
| Monument Petitjean                                                    | Champlitte                                  | Cimetière de Neuvelle-lès-Champlitte           | 47° 35′ 03″ nord, 5° 33′ 10″ est               | « PA70000015 »                                 | Inscrit                                        | 1997                                           | Image manquante Téléverser                                            |
| Remparts de Champlitte                                                | Champlitte                                  | Rue des Annonciades                            | 47° 36′ 58″ nord, 5° 30′ 36″ est               | « PA00102131 »                                 | Inscrit                                        | 1985                                           | Image manquante Téléverser                                            |
| Tuilerie de Champtonnay                                               | Champtonnay                                 | R.D. 67                                        | 47° 22′ 25″ nord, 5° 39′ 57″ est               | « PA00125413 »                                 | Inscrit                                        | 1993                                           | Tuilerie de Champtonnay                                               |
| Chapelle Notre-Dame de Leffond                                        | Charcenne                                   | Voie de Leffond                                | 47° 21′ 50″ nord, 5° 46′ 44″ est               | « PA70000057 »                                 | Inscrit                                        | 2002                                           | Chapelle Notre-Dame de Leffond                                        |
| Cimetière de Charcenne Chapelle                                       | Charcenne                                   | Rue Nouvelle                                   | 47° 22′ 13″ nord, 5° 46′ 49″ est               | « PA70000058 »                                 | Inscrit                                        | 2002                                           | Cimetière de CharcenneChapelle                                        |
| Croix de Chariez                                                      | Chariez                                     |                                                | 47° 37′ 12″ nord, 6° 05′ 10″ est               | « PA00102132 »                                 | Classé                                         | 1944                                           | Croix de Chariez                                                      |
| Église de l'Assomption de Chariez                                     | Chariez                                     |                                                | 47° 37′ 07″ nord, 6° 05′ 06″ est               | « PA00102320 »                                 | Inscrit                                        | 1991                                           | Église de l'Assomption de Chariez                                     |
| Maison forte de Chariez                                               | Chariez                                     |                                                | 47° 37′ 07″ nord, 6° 05′ 22″ est               | « PA70000034 »                                 | Inscrit                                        | 2000                                           | Maison forte de Chariez                                               |
| Croix-oratoire de Chaumercenne                                        | Chaumercenne                                |                                                | 47° 18′ 05″ nord, 5° 37′ 47″ est               | « PA00102134 »                                 | Classé                                         | 1980                                           | Croix-oratoire de Chaumercenne                                        |
| Maison de vigneron                                                    | Chevigney                                   |                                                | 47° 20′ 03″ nord, 5° 35′ 23″ est               | « PA00102136 »                                 | Inscrit                                        | 1986                                           | Maison de vigneron                                                    |
| Domaine Clerc et Charnage                                             | Choye                                       | 2 rue de l’ Abreuvoir                          | à géolocaliser                                 | « PA70000128 »                                 | Inscrit                                        | 2024                                           | Image manquante Téléverser                                            |
| Église des Saints-Jumeaux                                             | Colombier                                   | Rue du Château                                 | 47° 39′ 50″ nord, 6° 12′ 31″ est               | « PA71000087 »                                 | Inscrit                                        | 2017                                           | Église des Saints-Jumeaux                                             |
| Calvaire                                                              | Confracourt                                 | Chemin de Vauconcourt                          | 47° 39′ 51″ nord, 5° 52′ 27″ est               | « PA00102146 »                                 | Classé                                         | 1979                                           | Image manquante Téléverser                                            |
| Calvaire                                                              | Confracourt                                 | Grande-Rue                                     | 47° 40′ 01″ nord, 5° 52′ 36″ est               | « PA00102145 »                                 | Classé                                         | 1979                                           | Calvaire                                                              |
| Église Saint-Georges de Confracourt                                   | Confracourt                                 |                                                | 47° 40′ 00″ nord, 5° 52′ 30″ est               | « PA00102317 »                                 | Classé                                         | 1992                                           | Église Saint-Georges de Confracourt                                   |
| Lavoir de Confracourt                                                 | Confracourt                                 |                                                | 47° 40′ 02″ nord, 5° 52′ 38″ est               | « PA00102147 »                                 | Inscrit                                        | 1979                                           | Lavoir de Confracourt                                                 |
| Château de Cult                                                       | Cult                                        |                                                | 47° 18′ 47″ nord, 5° 44′ 13″ est               | « PA70000026 »                                 | Inscrit                                        | 1998                                           | Château de Cult                                                       |
| Hôtel de ville de Cult                                                | Cult                                        | 2 rue de la Mairie                             | 47° 18′ 44″ nord, 5° 44′ 11″ est               | « PA70000105 »                                 | Inscrit                                        | 2011                                           | Hôtel de ville de Cult                                                |
| Demeure de maître de forges                                           | Dampierre-sur-Salon                         | 31 rue Carnot                                  | 47° 33′ 28″ nord, 5° 40′ 53″ est               | « PA00102309 »                                 | Classé                                         | 1993                                           | Image manquante Téléverser                                            |
| Enclos d'Échenoz-la-Méline                                            | Échenoz-la-Méline                           | Bois de Maurogneux                             | 47° 34′ 52″ nord, 6° 08′ 39″ est               | « PA00125414 »                                 | Inscrit                                        | 1993                                           | Enclos d'Échenoz-la-Méline                                            |
| Forges d'Échalonge                                                    | Essertenne-et-Cecey                         | Échalonge                                      | 47° 24′ 24″ nord, 5° 29′ 01″ est               | « PA00125415 »                                 | Inscrit                                        | 1993                                           | Image manquante Téléverser                                            |
| Fontaine et lavoirs d'Étuz                                            | Étuz                                        |                                                | 47° 20′ 59″ nord, 5° 56′ 27″ est               | « PA00102152 »                                 | Inscrit                                        | 1979                                           | Fontaine et lavoirs d'Étuz                                            |
| Château de la Colombière                                              | Fouvent-Saint-Andoche                       |                                                | 47° 38′ 03″ nord, 5° 40′ 44″ est               | « PA00102169 »                                 | Inscrit                                        | 1976                                           | Château de la Colombière                                              |
| Église de l'Assomption de Fouvent-le-Haut                             | Fouvent-Saint-Andoche                       |                                                | 47° 38′ 43″ nord, 5° 40′ 14″ est               | « PA00102170 »                                 | Inscrit                                        | 1980                                           | Église de l'Assomption de Fouvent-le-Haut                             |
| Château de Frasne-le-Château                                          | Frasne-le-Château                           |                                                | 47° 27′ 48″ nord, 5° 53′ 42″ est               | « PA00102171 »                                 | Inscrit                                        | 1946                                           | Château de Frasne-le-Château                                          |
| Château Mugnier                                                       | Frasne-le-Château                           |                                                | 47° 27′ 43″ nord, 5° 53′ 38″ est               | « PA70000006 »                                 | Inscrit                                        | 1996                                           | Château Mugnier                                                       |
| Grande fontaine de Frasne-le-Château                                  | Frasne-le-Château                           |                                                | 47° 27′ 39″ nord, 5° 53′ 45″ est               | « PA70000005 »                                 | Inscrit                                        | 1996                                           | Grande fontaine de Frasne-le-Château                                  |
| Église Saint-Léger de Fresne-Saint-Mamès                              | Fresne-Saint-Mamès                          | Rue de l'Église                                | 47° 32′ 42″ nord, 5° 51′ 44″ est               | « PA70000078 »                                 | Inscrit                                        | 2006                                           | Église Saint-Léger de Fresne-Saint-Mamès                              |
| Abbaye Notre-Dame de la Charité                                       | Fretigney-et-Velloreille                    |                                                | 47° 30′ 59″ nord, 5° 55′ 58″ est               | « PA70000059 »                                 | Inscrit                                        | 2002                                           | Image manquante Téléverser                                            |
| Église Saint-Julien de Fretigney-et-Velloreille                       | Fretigney-et-Velloreille                    |                                                | 47° 29′ 18″ nord, 5° 56′ 46″ est               | « PA00102172 »                                 | Inscrit                                        | 1988                                           | Église Saint-Julien de Fretigney-et-Velloreille                       |
| Château de Gézier                                                     | Gézier-et-Fontenelay                        | Rue du Château                                 | 47° 21′ 22″ nord, 5° 53′ 46″ est               | « PA00102173 »                                 | Inscrit                                        | 1983                                           | Château de Gézier                                                     |
| Église Sainte-Marie-Madeleine de Grandecourt                          | Grandecourt                                 |                                                | 47° 38′ 01″ nord, 5° 51′ 32″ est               | « PA00102174 »                                 | Classé                                         | 1995                                           | Église Sainte-Marie-Madeleine de Grandecourt                          |
|                                                                       | Gray                                        | Voir Liste des monuments historiques de Gray   | Voir Liste des monuments historiques de Gray   | Voir Liste des monuments historiques de Gray   | Voir Liste des monuments historiques de Gray   | Voir Liste des monuments historiques de Gray   | Voir Liste des monuments historiques de Gray                          |
| Château de Gy                                                         | Gy                                          |                                                | 47° 24′ 15″ nord, 5° 48′ 42″ est               | « PA00102189 »                                 | Classé                                         | 1922                                           | Château de Gy                                                         |
| Demeure                                                               | Gy                                          | Rue derrière les Tours                         | 47° 24′ 14″ nord, 5° 48′ 54″ est               | « PA00102190 »                                 | Classé Inscrit                                 | 1991                                           | Demeure                                                               |
| Église Saint-Symphorien de Gy                                         | Gy                                          |                                                | 47° 24′ 13″ nord, 5° 48′ 51″ est               | « PA00102191 »                                 | Inscrit                                        | 1950                                           | Église Saint-Symphorien de Gy                                         |
| Grande fontaine de Gy                                                 | Gy                                          | Grande-Rue                                     | 47° 24′ 19″ nord, 5° 48′ 42″ est               | « PA70000051 »                                 | Inscrit                                        | 2001                                           | Grande fontaine de Gy                                                 |
| Hôtel de ville de Gy                                                  | Gy                                          |                                                | 47° 24′ 26″ nord, 5° 48′ 53″ est               | « PA00102192 »                                 | Inscrit                                        | 1975                                           | Hôtel de ville de Gy                                                  |
| Lavoir de Gy                                                          | Gy                                          | Place Génin                                    | 47° 24′ 27″ nord, 5° 48′ 29″ est               | « PA70000052 »                                 | Inscrit                                        | 2001                                           | Lavoir de Gy                                                          |
| Croix de cimetière d'Igny                                             | Igny                                        |                                                | 47° 28′ 40″ nord, 5° 45′ 45″ est               | « PA00102302 »                                 | Inscrit                                        | 1989                                           | Image manquante Téléverser                                            |
| Église Saints-Pierre-et-Paul d'Igny                                   | Igny                                        |                                                | 47° 28′ 40″ nord, 5° 45′ 47″ est               | « PA00102195 »                                 | Inscrit                                        | 1987                                           | Église Saints-Pierre-et-Paul d'Igny                                   |
| Grande fontaine d'Igny                                                | Igny                                        |                                                | 47° 28′ 44″ nord, 5° 45′ 47″ est               | « PA00102311 »                                 | Inscrit                                        | 1990                                           | Grande fontaine d'Igny                                                |
| Église saint Valentin de Lavoncourt                                   | Lavoncourt                                  | 12 rue Tire-Sachot                             | 47° 37′ 37″ nord, 5° 47′ 08″ est               | « PA70000116 »                                 | Inscrit                                        | 2016                                           | Église saint Valentin de Lavoncourt                                   |
| Maison forte de Lavoncourt                                            | Lavoncourt                                  |                                                | 47° 37′ 38″ nord, 5° 47′ 13″ est               | « PA00132863 »                                 | Inscrit                                        | 1994                                           | Image manquante Téléverser                                            |
| Château de Malans                                                     | Malans                                      |                                                | 47° 15′ 49″ nord, 5° 35′ 15″ est               | « PA00102218 »                                 | Inscrit                                        | 1988                                           | Château de Malans                                                     |
| Château de Mantoche                                                   | Mantoche                                    |                                                | 47° 25′ 12″ nord, 5° 31′ 53″ est               | « PA70000019 »                                 | Inscrit                                        | 1997                                           | Château de Mantoche                                                   |
| Maison Davadan                                                        | Mantoche                                    |                                                | 47° 25′ 09″ nord, 5° 31′ 52″ est               | « PA70000042 »                                 | Inscrit                                        | 2000                                           | Maison Davadan                                                        |
| Château de Marnay                                                     | Marnay                                      |                                                | 47° 17′ 23″ nord, 5° 46′ 20″ est               | « PA70000061 »                                 | Inscrit                                        | 2002                                           | Château de Marnay                                                     |
| Église Saint-Symphorien de Marnay                                     | Marnay                                      |                                                | 47° 17′ 20″ nord, 5° 46′ 18″ est               | « PA00102220 »                                 | Inscrit                                        | 1926                                           | Église Saint-Symphorien de Marnay                                     |
| Hôtel Terrier de Santans                                              | Marnay                                      |                                                | 47° 17′ 24″ nord, 5° 46′ 21″ est               | « PA00102221 »                                 | Classé                                         | 1915                                           | Hôtel Terrier de Santans                                              |
| Ruines romaines de Membrey                                            | Membrey                                     |                                                | 47° 34′ 09″ nord, 5° 44′ 51″ est               | « PA00102223 »                                 | Classé                                         | 1846                                           | Image manquante Téléverser                                            |
| Fontaine-lavoir de Montagney                                          | Montagney                                   |                                                | 47° 17′ 10″ nord, 5° 39′ 30″ est               | « PA00102226 »                                 | Inscrit                                        | 1986                                           | Fontaine-lavoir de Montagney                                          |
| Abbaye de Montigny-lès-Vesoul                                         | Montigny-lès-Vesoul                         | Le Village                                     | 47° 38′ 21″ nord, 6° 04′ 25″ est               | « PA00102230 »                                 | Classé                                         | 1994                                           | Abbaye de Montigny-lès-Vesoul                                         |
| Croix de 1592 de Montigny-lès-Vesoul                                  | Montigny-lès-Vesoul                         |                                                | 47° 38′ 16″ nord, 6° 04′ 18″ est               | « PA00102231 »                                 | Classé                                         | 1913                                           | Croix de 1592 de Montigny-lès-Vesoul                                  |
| Croix de chemin de Montigny-lès-Vesoul                                | Montigny-lès-Vesoul                         |                                                | 47° 38′ 19″ nord, 6° 04′ 13″ est               | « PA00102232 »                                 | Classé                                         | 1913                                           | Croix de chemin de Montigny-lès-Vesoul                                |
| Pont sur le Salon                                                     | Montot                                      |                                                | 47° 33′ 59″ nord, 5° 37′ 26″ est               | « PA00102234 »                                 | Inscrit                                        | 1978                                           | Pont sur le Salon                                                     |
| Château de Montureux-lès-Gray                                         | Montureux-et-Prantigny                      |                                                | 47° 30′ 22″ nord, 5° 38′ 20″ est               | « PA00102334 »                                 | Inscrit                                        | 1992                                           | Image manquante Téléverser                                            |
| Maison                                                                | Motey-Besuche                               | Route de Chancey                               | 47° 17′ 59″ nord, 5° 40′ 08″ est               | « PA70000107 »                                 | Inscrit                                        | 2012                                           | Maison                                                                |
| Maison Terrey                                                         | Motey-Besuche                               | 5, rue de Traverse                             | 47° 17′ 58″ nord, 5° 40′ 09″ est               | « PA70000115 »                                 | Inscrit                                        | 2015                                           | Image manquante Téléverser                                            |
| Château de Lampinet                                                   | Navenne                                     |                                                | 47° 36′ 22″ nord, 6° 09′ 54″ est               | « PA00102235 »                                 | Inscrit                                        | 1971                                           | Image manquante Téléverser                                            |
| Abbaye Notre-Dame-de-la-Charité                                       | Neuvelle-lès-la-Charité                     |                                                | 47° 31′ 08″ nord, 5° 56′ 09″ est               | « PA00135346 »                                 | Classé                                         | 1996                                           | Abbaye Notre-Dame-de-la-Charité                                       |
| Grange cistercienne de Fontaine-Robert                                | Neuvelle-lès-la-Charité                     |                                                | 47° 33′ 16″ nord, 5° 59′ 05″ est               | « PA70000029 »                                 | Inscrit                                        | 1998                                           | Grange cistercienne de Fontaine-Robert                                |
| Église de l'Assomption de Noidans-lès-Vesoul                          | Noidans-lès-Vesoul                          | Place des Frères-Bertin                        | 47° 36′ 49″ nord, 6° 07′ 29″ est               | « PA70000106 »                                 | Inscrit                                        | 2011                                           | Église de l'Assomption de Noidans-lès-Vesoul                          |
| Église de la Décollation-de-Saint-Jean-Baptiste d'Oiselay-et-Grachaux | Oiselay-et-Grachaux                         | Place de l'Église                              | 47° 25′ 14″ nord, 5° 56′ 04″ est               | « PA70000079 »                                 | Classé                                         | 2007                                           | Église de la Décollation-de-Saint-Jean-Baptiste d'Oiselay-et-Grachaux |
| Canal souterrain de Saint-Albin                                       | Ovanches                                    |                                                | 47° 38′ 25″ nord, 5° 57′ 35″ est               | « PA00102312 »                                 | Inscrit                                        | 1990                                           | Canal souterrain de Saint-Albin                                       |
| Fontaine-lavoir sud                                                   | Oyrières                                    |                                                | 47° 31′ 53″ nord, 5° 33′ 49″ est               | « PA00102240 »                                 | Classé                                         | 1988                                           | Fontaine-lavoir sud                                                   |
| Lavoir Nord                                                           | Oyrières                                    |                                                | 47° 32′ 09″ nord, 5° 33′ 40″ est               | « PA00102241 »                                 | Inscrit                                        | 1986                                           | Lavoir Nord                                                           |
| Château de Pesmes                                                     | Pesmes                                      |                                                | à géolocaliser                                 | « PA00102244 »                                 | Inscrit                                        | 1989                                           | Château de Pesmes                                                     |
| Château des Forges                                                    | Pesmes                                      |                                                | 47° 17′ 12″ nord, 5° 33′ 14″ est               | « PA00125417 »                                 | Inscrit                                        | 1993                                           | Château des Forges                                                    |
| Église Saint-Pierre-aux-Liens de Percey-le-Grand                      | Percey-le-Grand                             | Place de l'Église                              | 47° 36′ 34″ nord, 5° 23′ 22″ est               | « PA70000109 »                                 | Inscrit                                        | 2013                                           | Église Saint-Pierre-aux-Liens de Percey-le-Grand                      |
| Château Rouillaud                                                     | Pesmes                                      | Rue des Châteaux                               | 47° 16′ 43″ nord, 5° 33′ 47″ est               | « PA00102245 »                                 | Inscrit                                        | 1977                                           | Château Rouillaud                                                     |
| Croix de cimetière de Pesmes                                          | Pesmes                                      |                                                | 47° 16′ 47″ nord, 5° 33′ 39″ est               | « PA00102246 »                                 | Classé                                         | 1903                                           | Croix de cimetière de Pesmes                                          |
| Croix Saint-Roch                                                      | Pesmes                                      | R.D. 475 R.D. 15                               | 47° 17′ 01″ nord, 5° 33′ 48″ est               | « PA00102247 »                                 | Classé                                         | 1977                                           | Croix Saint-Roch                                                      |
| Église Saint-Hilaire de Pesmes                                        | Pesmes                                      |                                                | 47° 16′ 47″ nord, 5° 33′ 51″ est               | « PA00102248 »                                 | Classé                                         | 1903                                           | Église Saint-Hilaire de Pesmes                                        |
| Enceinte médiévale de Pesmes                                          | Pesmes                                      |                                                | 47° 16′ 50″ nord, 5° 33′ 43″ est               | « PA00125416 »                                 | Inscrit                                        | 1993                                           | Enceinte médiévale de Pesmes                                          |
| Maison Granvelle                                                      | Pesmes                                      | Rue Granvelle                                  | 47° 16′ 46″ nord, 5° 33′ 42″ est               | « PA00102249 »                                 | Inscrit                                        | 1934                                           | Maison Granvelle                                                      |
| Maison royale                                                         | Pesmes                                      |                                                | 47° 17′ nord, 5° 34′ est                       | « PA00102324 »                                 | Inscrit                                        | 1991                                           | Maison royale                                                         |
| Prieuré de Pesmes                                                     | Pesmes                                      | Rue du Prieuré                                 | 47° 16′ 44″ nord, 5° 33′ 58″ est               | « PA00102250 »                                 | Inscrit                                        | 1985                                           | Prieuré de Pesmes                                                     |
| Commanderie de Saint-Antoine d'Aumonières                             | Pierrecourt                                 |                                                | 47° 38′ 01″ nord, 5° 36′ 28″ est               | « PA00125418 »                                 | Inscrit                                        | 1993                                           | Image manquante Téléverser                                            |
| Château de Pin                                                        | Pin                                         |                                                | 47° 19′ 18″ nord, 5° 51′ 57″ est               | « PA00102251 »                                 | Inscrit                                        | 1995                                           | Château de Pin                                                        |
| Croix sculptée de Poyans                                              | Poyans                                      |                                                | 47° 26′ 47″ nord, 5° 28′ 11″ est               | « PA00102255 »                                 | Classé                                         | 1959                                           | Croix sculptée de Poyans                                              |
| Église de l'Exaltation-de-la-Sainte-Croix de Poyans                   | Poyans                                      |                                                | 47° 26′ 48″ nord, 5° 28′ 11″ est               | « PA00102256 »                                 | Classé                                         | 1960                                           | Église de l'Exaltation-de-la-Sainte-Croix de Poyans                   |
| Château de Pusy                                                       | Pusy-et-Épenoux                             |                                                | 47° 40′ 08″ nord, 6° 09′ 07″ est               | « PA00102325 »                                 | Inscrit                                        | 1991                                           | Château de Pusy                                                       |
| Château de Ray-sur-Saône                                              | Ray-sur-Saône                               |                                                | 47° 35′ 23″ nord, 5° 49′ 42″ est               | « PA00102258 »                                 | Classé                                         | 2009                                           | Château de Ray-sur-Saône                                              |
| Église Saint-Pancrace de Ray-sur-Saône                                | Ray-sur-Saône                               | Place de l'église                              | 47° 35′ 13″ nord, 5° 49′ 43″ est               | « PA70000111 »                                 | Inscrit                                        | 2014                                           | Église Saint-Pancrace de Ray-sur-Saône                                |
| Maison                                                                | Ray-sur-Saône                               | 4 rue du Château                               | 47° 35′ 15″ nord, 5° 49′ 40″ est               | « PA70000110 »                                 | Inscrit                                        | 2013                                           | Maison                                                                |
| Croix de chemin de Renaucourt                                         | Renaucourt                                  |                                                | 47° 38′ 19″ nord, 5° 46′ 31″ est               | « PA00102259 »                                 | Classé                                         | 1975                                           | Image manquante Téléverser                                            |
| Église Saint-Didier de Roche                                          | Roche-et-Raucourt                           |                                                | 47° 37′ 10″ nord, 5° 42′ 26″ est               | « PA00102260 »                                 | Inscrit                                        | 1980                                           | Église Saint-Didier de Roche                                          |
| Prieuré de Rosey                                                      | Rosey                                       | 7 rue de Mailley                               | 47° 33′ 51″ nord, 6° 01′ 41″ est               | « PA70000089 »                                 | Inscrit                                        | 2008                                           | Image manquante Téléverser                                            |
| Château de Rupt-sur-Saône                                             | Rupt-sur-Saône                              |                                                | 47° 30′ 03″ nord, 6° 03′ 00″ est               | « PA00102264 »                                 | Inscrit                                        | 1991                                           | Château de Rupt-sur-Saône                                             |
| Croix de carrefour de Rupt-sur-Saône                                  | Rupt-sur-Saône                              | Croix du Calvaire                              | 47° 38′ 55″ nord, 5° 56′ 09″ est               | « PA00102265 »                                 | Inscrit                                        | 1986                                           | Image manquante Téléverser                                            |
| Croix monumentale                                                     | Rupt-sur-Saône                              |                                                | 47° 38′ 47″ nord, 5° 55′ 53″ est               | « PA00102305 »                                 | Inscrit                                        | 1989                                           | Croix monumentale                                                     |
| Église de la Nativité-de-Notre-Dame de Rupt-sur-Saône                 | Rupt-sur-Saône                              |                                                | 47° 38′ 47″ nord, 5° 55′ 54″ est               | « PA00102266 »                                 | Inscrit                                        | 1987                                           | Église de la Nativité-de-Notre-Dame de Rupt-sur-Saône                 |
| Abbaye Notre-Dame de Corneux                                          | Saint-Broing                                |                                                | 47° 27′ 10″ nord, 5° 39′ 41″ est               | « PA00102267 »                                 | Inscrit                                        | 2003                                           | Abbaye Notre-Dame de Corneux                                          |
| Ferme de l'abbaye Notre-Dame de Corneux                               | Saint-Broing                                |                                                | 47° 27′ 19″ nord, 5° 39′ 46″ est               | « PA70000065 »                                 | Inscrit                                        | 2003                                           | Ferme de l'abbaye Notre-Dame de Corneux                               |
| Église Saint-Cyr-et-Sainte-Julitte de Savoyeux                        | Savoyeux                                    |                                                | 47° 32′ 54″ nord, 5° 44′ 43″ est               | « PA00135347 »                                 | Inscrit                                        | 1995                                           | Image manquante Téléverser                                            |
| Monument aux morts de Savoyeux                                        | Savoyeux                                    | rue de la Montée; rue de Dampierre             | 47° 32′ 49″ nord, 5° 44′ 43″ est               | « PA70000124 »                                 | Inscrit                                        | 2022                                           | Image manquante Téléverser                                            |
| Calvaire Sainte-Anne                                                  | Scey-sur-Saône-et-Saint-Albin               |                                                | 47° 39′ 22″ nord, 5° 57′ 47″ est               | « PA00102272 »                                 | Classé                                         | 1979                                           | Image manquante Téléverser                                            |
| Calvaire de Scey-sur-Saône-et-Saint-Albin                             | Scey-sur-Saône-et-Saint-Albin               |                                                | 47° 40′ 05″ nord, 5° 58′ 08″ est               | « PA70000096 »                                 | Inscrit                                        | 2009                                           | Calvaire de Scey-sur-Saône-et-Saint-Albin                             |
| Canal souterrain de Saint-Albin                                       | Scey-sur-Saône-et-Saint-Albin               |                                                | 47° 38′ 25″ nord, 5° 57′ 35″ est               | « PA00102314 »                                 | Inscrit                                        | 1990                                           | Canal souterrain de Saint-Albin                                       |
| Château de Scey-sur-Saône                                             | Scey-sur-Saône-et-Saint-Albin               |                                                | 47° 39′ 40″ nord, 5° 57′ 44″ est               | « PA70000009 »                                 | Inscrit                                        | 1996                                           | Image manquante Téléverser                                            |
| Église Saint-Martin de Scey-sur-Saône                                 | Scey-sur-Saône-et-Saint-Albin               |                                                | 47° 40′ 12″ nord, 5° 57′ 55″ est               | « PA00102273 »                                 | Inscrit                                        | 2010                                           | Église Saint-Martin de Scey-sur-Saône                                 |
| Mairie, justice de paix et école                                      | Scey-sur-Saône-et-Saint-Albin               | 22 avenue des Patis                            | 47° 39′ 55″ nord, 5° 58′ 02″ est               | « PA70000075 »                                 | Inscrit                                        | 2005                                           | Mairie, justice de paix et école                                      |
| Château de Seveux                                                     | Seveux                                      |                                                | 47° 33′ 23″ nord, 5° 44′ 44″ est               | « PA70000066 »                                 | Inscrit                                        | 2003                                           | Château de Seveux                                                     |
| Croix des Beaux-Regards                                               | Soing-Cubry-Charentenay                     |                                                | 47° 34′ 30″ nord, 5° 52′ 35″ est               | « PA00102306 »                                 | Inscrit                                        | 1989                                           | Croix des Beaux-Regards                                               |
| Croix de Soing-Cubry-Charentenay                                      | Soing-Cubry-Charentenay                     | Place de l'Église                              | 47° 34′ 57″ nord, 5° 52′ 38″ est               | « PA00102307 »                                 | Inscrit                                        | 1989                                           | Croix de Soing-Cubry-Charentenay                                      |
| Église de la Décollation-de-Saint-Jean-Baptiste de Traves             | Traves                                      |                                                | 47° 36′ 46″ nord, 5° 58′ 16″ est               | « PA00102277 »                                 | Classé                                         | 1998                                           | Église de la Décollation-de-Saint-Jean-Baptiste de Traves             |
| Maison de justice                                                     | Traves                                      | Grande-Rue 20                                  | 47° 36′ 42″ nord, 5° 58′ 09″ est               | « PA70000129 »                                 | Inscrit                                        | 2024                                           | Image manquante Téléverser                                            |
| Pierre percée de Traves                                               | Traves                                      |                                                | 47° 37′ 01″ nord, 5° 59′ 10″ est               | « PA00102276 »                                 | Classé                                         | 1911                                           | Pierre percée de Traves                                               |
| Croix de 1633 de Vaivre-et-Montoille                                  | Vaivre-et-Montoille                         |                                                | 47° 37′ 50″ nord, 6° 06′ 15″ est               | « PA00102278 »                                 | Classé                                         | 1944                                           | Croix de 1633 de Vaivre-et-Montoille                                  |
| Croix de 1732 de Vaivre-et-Montoille                                  | Vaivre-et-Montoille                         |                                                | 47° 38′ 02″ nord, 6° 06′ 00″ est               | « PA00102279 »                                 | Classé                                         | 1944                                           | Croix de 1732 de Vaivre-et-Montoille                                  |
| Église Saint-Pierre de Valay                                          | Valay                                       |                                                | 47° 20′ 13″ nord, 5° 38′ 17″ est               | « PA00102280 »                                 | Inscrit                                        | 1983                                           | Église Saint-Pierre de Valay                                          |
| Ermitage Sainte-Cécile                                                | Valay                                       |                                                | 47° 19′ 26″ nord, 5° 37′ 16″ est               | « PA00132865 »                                 | Inscrit                                        | 1994                                           | Ermitage Sainte-Cécile                                                |
| Forges de Grand-Valay                                                 | Valay                                       | Grand-Valay                                    | 47° 20′ 25″ nord, 5° 37′ 32″ est               | « PA70000020 »                                 | Inscrit                                        | 1997                                           | Forges de Grand-Valay                                                 |
| Monument Pétremand de Valay                                           | Valay                                       | Place Fénelon                                  | 47° 20′ 18″ nord, 5° 38′ 14″ est               | « PA70000122 »                                 | Inscrit                                        | 2021                                           | Monument Pétremand de Valay                                           |
| Abbaye de Theuley                                                     | Vars                                        |                                                | 47° 32′ 33″ nord, 5° 31′ 12″ est               | « PA70000045 »                                 | Inscrit                                        | 2000                                           | Abbaye de Theuley                                                     |
| Calvaire de Vars                                                      | Vars                                        |                                                | 47° 32′ 00″ nord, 5° 31′ 59″ est               | « PA00102282 »                                 | Inscrit                                        | 1927                                           | Image manquante Téléverser                                            |
| Maison Roch                                                           | Vauconcourt-Nervezain                       |                                                | 47° 39′ 38″ nord, 5° 49′ 31″ est               | « PA70000021 »                                 | Inscrit                                        | 1997                                           | Image manquante Téléverser                                            |
| Château de Levrecey                                                   | Velleguindry-et-Levrecey                    |                                                | 47° 32′ 50″ nord, 6° 05′ 06″ est               | « PA70000047 »                                 | Inscrit                                        | 2000                                           | Image manquante Téléverser                                            |
| Chapelle Sainte-Reine-de-Queutrey                                     | Vellexon-Queutrey-et-Vaudey                 |                                                | 47° 34′ 18″ nord, 5° 49′ 11″ est               | « PA00102286 »                                 | Inscrit                                        | 1983                                           | Chapelle Sainte-Reine-de-Queutrey                                     |
| Château de Venère                                                     | Venère                                      | Rue du Château                                 | 47° 21′ 36″ nord, 5° 40′ 35″ est               | « PA70000022 »                                 | Inscrit                                        | 1998                                           | Château de Venère                                                     |
| Église de la Nativité-de-Notre-Dame de Vezet                          | Vezet                                       |                                                | 47° 32′ 14″ nord, 5° 53′ 06″ est               | « PA70000093 »                                 | Inscrit                                        | 2009                                           | Église de la Nativité-de-Notre-Dame de Vezet                          |
|                                                                       | Vesoul                                      | Voir Liste des monuments historiques de Vesoul | Voir Liste des monuments historiques de Vesoul | Voir Liste des monuments historiques de Vesoul | Voir Liste des monuments historiques de Vesoul | Voir Liste des monuments historiques de Vesoul | Voir Liste des monuments historiques de Vesoul                        |
| Château de Villefrancon                                               | Villefrancon                                |                                                | 47° 24′ 08″ nord, 5° 44′ 43″ est               | « PA00102294 »                                 | Inscrit                                        | 2023                                           | Château de Villefrancon                                               |
| Château de Vregille                                                   | Vregille                                    |                                                | 47° 19′ 07″ nord, 5° 53′ 32″ est               | « PA70000055 »                                 | Inscrit                                        | 2017                                           | Château de Vregille                                                   |